# 1800 en littérature
| Années de la littérature : 1797 - 1798 - 1799 - 1800 - 1801 - 1802 - 1803    |
| Décennies de la littérature : 1770 - 1780 - 1790 - 1800 - 1810 - 1820 - 1830 |

Cet article présente les faits marquants de l'année 1800 en littérature.

## Événements
- 21 et 22 janvier : (1er et 2 pluviôse an VIII) : les frères Bertin l'Ainé et Bertin de Veaux font l’acquisition du Journal des débats[1]. Le numéro du 8 pluviôse an VIII (28 janvier 1800) parait dans un format plus grand et s'enrichit d'un « feuilleton » littéraire[2].
- 24 avril  : le président John Adams signe l'acte instituant à Washington la Bibliothèque du Congrès (Library of Congress) ; il prévoit 5000 dollars pour l'achat des livres nécessaires[3].

- Fondation à Varsovie d’une Société des Amis des sciences, qui s’intéresse à l’Histoire et à la langue[4].

## Parutions

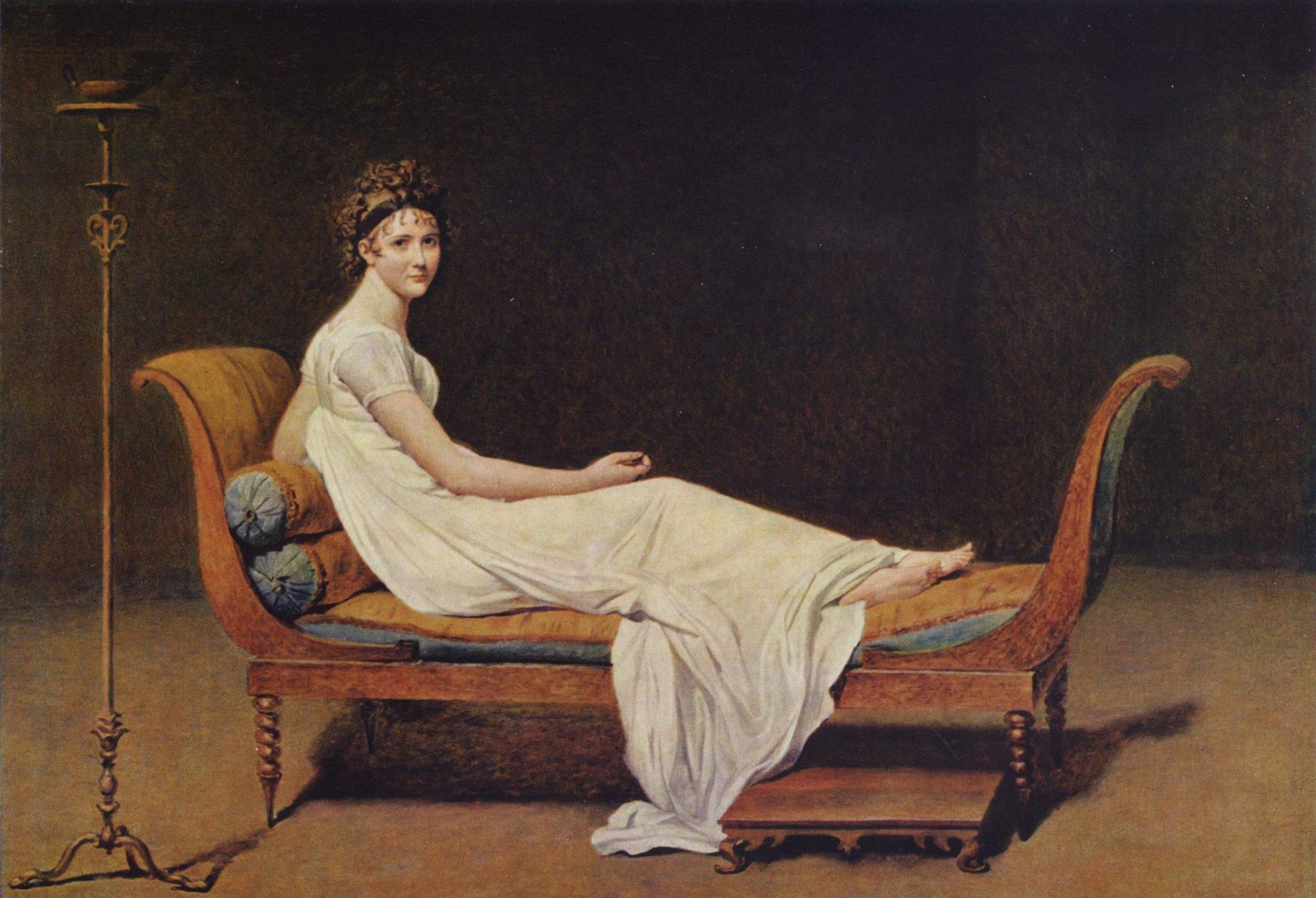
Madame Récamier, de Jacques-Louis David, 1800

- Avril : Friedrich Wilhelm Joseph von Schelling, Zeitschrift für spekulative Physik, vol. 1, Iéna et Leipzig, Christian Ernst Gabler, 1800 (présentation en ligne) (« Revue de physique spéculative »).

- Friedrich Wilhelm Joseph von Schelling, System des transcendentalen Idealismus, Tübingen, Johann Friedrich Cotta, 1800 (présentation en ligne) (« Système de l'idéalisme transcendantal »).
- Johann Gottlieb Fichte, Der geschlossene Handelsstaat, Tübingen, Johann Friedrich Cotta (présentation en ligne) (« L’état commercial fermé »), où il défend le protectionnisme économique.
- Johann Gottlieb Fichte, Die Bestimmung des Menschen, Berlin, Vossische Buchhandlung, 1800 (présentation en ligne) (« La Destination de l’homme »).

- Madame de Staël, De la littérature considérée dans ses rapports avec les institutions sociales, vol. 1, Paris, Maradan, 1800 (présentation en ligne), deux volumes.
- Louis-Claude de Saint-Martin, De l'esprit des choses : Par le philosophe inconnu, vol. 1, Paris, Laran, 1800 (présentation en ligne).
- Jean-Marie de Gérando, Considérations sur les diverses méthodes à suivre dans l'observation des peuples sauvages, 1800 (présentation en ligne).
- Sylvain Maréchal, Dictionnaire des athées anciens et modernes, Paris, Grabit, 1800 (présentation en ligne).
- Georges Touchard-Lafosse, Chroniques de l’Œil-de-Bœuf : des petits appartements de la cour et des salons de Paris sous Louis XIV, la Régence, Louis XV, et Louis XVI, Paris, 1800 (présentation en ligne) («  »).
- Pierre-Claude-Victor Boiste, Dictionnaire universel de la langue françoise : extrait comparé des dictionnaires anciens et modernes, ou Manuel d'orthographe et de néologie, Paris, Boiste, 1800 (présentation en ligne).

### Fictions
- Louis de Bruno, Lioncel ou l’émigré, Paris, Gaillourdet, 1800 (présentation en ligne), nouvelle historique.
- Novalis, Hymnen an die Nacht, Geistliche Lieder (« Hymnes à la Nuit, Chants spirituels »), poèmes publiés dans l'Atheneaum à Berlin[5].

- Friedrich Schiller, Musen-Almanach für das Jahr 1800, Tübingen, Johann Georg Cotta von Cottendorf (présentation en ligne) (« Almanach des Muses pour l'année 1800 »). Il contient le poème Das Lied von der Glocke (de) (« Le Chant de la cloche »), de Schiller.
- Robert Bloomfield, The Farmer's Boy : A Rural Poem, London, Vernor and Hood, 1800 (présentation en ligne) (« Le garçon de ferme »).
- Maria Edgeworth, Castle Rackrent (en) : An Hibernian Tale, London, J. Johnson, 1800 (présentation en ligne) (« Le Château de Rackrent »), prototype du roman historique enraciné.

## Naissances
- 25 mars : Paulin Paris historien français de la littérature, spécialiste de l'époque médiévale.
- 5 mai : Louis Hachette éditeur français.
- 25 octobre : Thomas Babington Macaulay poète, historien et homme politique britannique.
- 31 octobre : Marie-Sophie Leroyer de Chantepie écrivain français.
- 23 décembre : Frédéric Soulié romancier et auteur dramatique français.

- Elizabeth Emmet Lenox-Conyngham, poétesse et traductrice irlandaise

## Décès
- 29 mars : Marc-René de Montalembert.
- 25 avril : William Cowper poète britannique.
- 12 août : Anne-Catherine de Ligniville Helvétius salonnière française.
- 29 septembre : Johann Nepomuk Cosmas Michael Denis bibliographe, poète et entomologiste autrichien.
- 28 octobre : Charles-Georges Fenouillot de Falbaire de Quingey auteur dramatique français.
- 28 novembre : Marie-Charlotte Hippolyte de Campet de Saujon, salonnière et femme de lettres française.
- 25 décembre : Mary Robinson poétesse, femme de lettres et féministe anglaise.

- Claude-François-Xavier Mercier de Compiègne, écrivain, éditeur et compilateur français.